# JR小倉シティ
株式会社JR小倉シティ（ジェイアールこくらシティ）は、福岡県北九州市小倉北区に本社を置く、JR九州グループの不動産管理会社である。

## 沿革
福岡県北九州市が1988年（昭和63年）に策定した北九州市ルネッサンス構想では小倉を都心として強化することされ、1994年度（平成6年度） - 1998年度（平成10年度）の第二次実施計画では、都市モノレール小倉線のJR小倉駅への乗り入れやJR小倉駅周辺地区の整備が計画された。この計画は、かねてからJR九州が暖めていた小倉駅を複合ターミナルビルとして再開発する構想とも一致したことから、小倉駅駅ビルの改築が行われ、1998年（平成10年）3月に14階建ての駅ビルが完成した。
JR小倉シティは1995年（平成7年）6月22日に小倉ターミナルビル株式会社として設立され、小倉駅駅ビル内に1998年（平成10年）3月14日に開業したアミュプラザ小倉の運営を行っている。
なお、2018年12月26日にホテルの運営会社としてJR九州ステーションホテル小倉株式会社を設立、2019年4月1日に当社のホテル運営部門を同社へ吸収分割、同日を以て新しく設立されるJR九州ホテルズアンドリゾーツホールディングス株式会社の子会社となる。同じく駅ビル部門は株式会社JR小倉シティと社名を変更し、株式移転を経てJR九州駅ビルホールディングス株式会社の子会社となる。